# Strč prst skrz krk

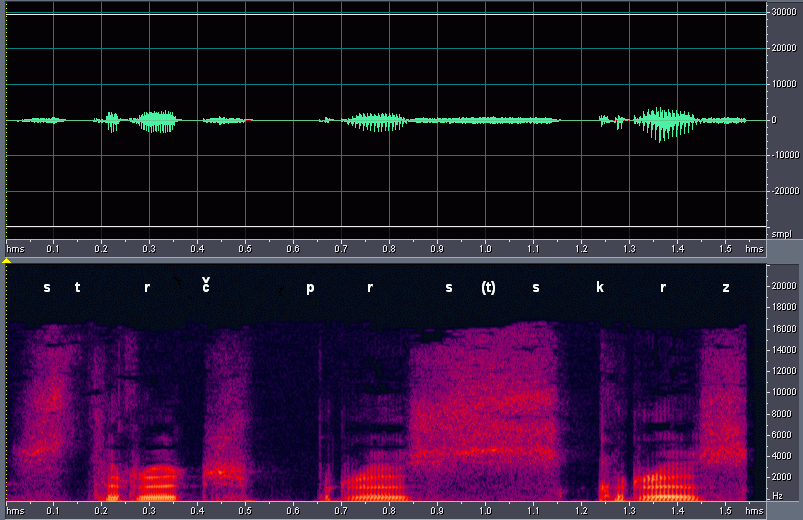
Forma di onda e spettrogramma dell'espressione ceca.

Strč prst skrz krk ([str̩tʃ pr̩st skr̩s kr̩k] ) è uno scioglilingua in lingua ceca e slovacca, noto per essere una frase di senso compiuto del tutto priva di vocali. Il suo significato in italiano è "spingi il dito attraverso la gola", o "infila il dito in gola": Strč è la II persona singolare dell'imperativo del verbo strčit (infilare, spingere); prst (dito) è un sostantivo maschile all'accusativo singolare, come pure krk (in ceco può significare sia "gola" che "collo") retto dalla preposizione skrz (propriamente: "attraverso"). Viene spesso utilizzata come esempio durante l'insegnamento della lingua per mostrare il funzionamento della r sillabica, nucleo di tutte le sillabe e parole.
In realtà, l'assenza di vocali è soltanto teorica: in ceco e in slovacco, infatti, come in altre lingue slave, la consonante continua liquida [r] ha valore di sonante e può quindi recare l'accento tonico come fosse una vera e propria vocale. In pratica, nella pronuncia si percepisce come una sorta di "e" muta assai tenue. 
Altri noti esempi di tale fenomeno proprio delle lingue slave sono il nome sloveno e croato della città di Trieste, Trst, la parola croata per "promontorio", rt, oppure per "cima, vetta", vrh o anche trn per dire "spina", krt per dire "tirchio" oppure smrt per "morte". Noto anche il caso di un calciatore, sempre croato, che tra la fine degli anni '90 i primi anni del 2000 ha giocato anche in Italia (ad esempio nel Milan e nel L.R. Vicenza): Dražen Brnčić. Nel cognome del giocatore si fa notare che l'accento tonico cade sulla "r" di [Br-].
Nella Repubblica Ceca è possibile acquistare magliette recanti lo scioglilingua, considerato come una sorta di "emblema nazionale".